# 북진정책

북진정책(北進政策)은 고려 건국 초기부터 고구려 계승 의식을 내세운 태조 이래 고려에서 적극 추진했던 정책이다.

## 태조
태조는 고구려 옛 영토를 회복하겠다는 의지로 북진 정책을 추진하였다. 이를 위해 태조는 건국 얼마 후 고구려의 옛 도읍인 평양을 평양대도호부로 삼았다가 곧 서경(西京)이라 명명하고 수도인 개경에 버금가게 중시하였다. 태조는 자주 서경에 직접 행차하여 국경을 살펴보았는데, 이러한 노력의 결과 청천강에서 영흥만에 이르는 지역까지 영토를 넓힐 수 있었다. 뿐만 아니라 유훈인 훈요 10조에서도 "서경(西京)은 수덕(水德)이 순조로워 우리나라 지맥의 근본이 되니 만대 왕업의 땅이다. 마땅히 사계절의 중월(仲月)에는 행차하여 백 날이 넘도록 머물러 나라의 안녕(安寧)을 이루도록 하라."고 당부하였다. 또 태조는 북진정책의 일환 중 하나로 발해를 멸망시킨 원흉이자 북진정책 추진의 걸림돌인 거란을 적대시하였다.

## 전기
태조 사후 북진정책은 고려의 대외정책으로 자리잡았다. 그 일환으로 전기에 1차 고려-거란 전쟁 때 서희가 소손녕과 담판하여 강동 6주를 획득하고 압록강까지 영역을 확대하였다. 그 후 윤관이 조직한 별무반의 활약으로 동북 9성을 개척하는데 성공했다. 그러나 수비가 어렵고 여진족이 반환을 부탁하여 1년 만에 9성을 여진족에게 반환하였다.

## 중기
세력이 강성한 여진족은 완안아골타가 금나라를 새우고 고려에 군신 관계를 강요해 왔다. 당시 집권자였던 이자겸이 여진족이 세운 금나라가 요구해온 군신관계를 수용하면서 북벌론은 큰 타격을 입었고, 묘청의 서경 천도 운동 이후 서경의 분사제도가 폐지되면서 퇴조해 갔다. 묘청의 서경 천도 운동 이후 태조가 훈요 10조에서 중시하라고 강조한 서경이 역적의 땅이라 취급받게 된 사회 분위기도 한몫했다. 그리고 문벌귀족 사회가 보수화되면서 옛 고구려 영토에 대한 사람들의 관심이 옅어져 북진정책은 점사 퇴색되었다.

## 후기
몽골이 세운 원나라의 간섭을 받아 서경에 동녕부, 제주도에 탐라총관부, 철령 이북에 쌍성총관부가 설치되는 등 오히려 영토를 상실하기도 하였다. 이후 동녕부와 탐라총관부는 충렬왕 때 고려의 간청으로 반환되었지만, 쌍성총관부는 존속하였다. 이후 공민왕은 쌍성총관부를 무력으로 탈환하고 옛 고조선과 고구려, 발해의 영토였던 요동 지역을 잠깐 점령하였다. 이로써 태조 이래 추진되던 북진정책이 빛을 발하는가 싶었지만 이내 고려는 명나라의 압박으로 요동에서 철수하였다. 이후 멸망 때까지 북진정책은 추진되지 않게 된다.